# La ballata di Gino
La ballata di Gino è un album dei Khorakhanè pubblicato nel 2007.

## Tracce
1. La ballata di Gino
2. La modernità
3. Rivoluzione in testa
4. Hotel Supramonte
5. Karim
6. Io e la musica
7. Eri la guida
8. Sto con me
9. Cammino col mio passo
10. La città vecchia
11. Il paragone
12. Nebbia ed apparenza